# Czechów (Ukraina)
Czechów (ukr. Чехів) – wieś na Ukrainie w obwodzie tarnopolskim, w rejonie czortkowskim. 
W okresie międzywojennym Czechów należał do gminy Monasterzyska. W 1931 r. liczył on 162 zagrody i 796 mieszkańców, z których zdecydowana większość była Ukraińcami. Żyło tu tylko 10 rodzin polskich, w tym dwie mieszane. Na początku lipca 1941 r. bojówka nacjonalistów ukraińskich z OUN zamordowała 23 osoby - 14 Polaków i 9 Ukraińców.
Do 2020 w rejonie monasterzyskim.